# Luh (Rachiw)
Luh (ukrainisch Луг; russisch Луг Lug, slowakisch Luh, ungarisch Tiszalonka) ist ein Dorf im Südosten der ukrainischen Oblast Transkarpatien mit etwa 2000 Einwohnern (2004).

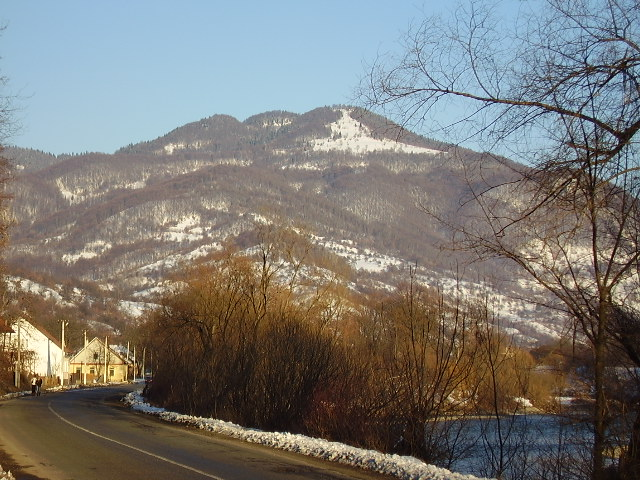
Die N 09 am Ortseingang von Luh mit dem hohen Berg Kympa im Hintergrund und der Theiß im Bild rechts

Das 1439 erstmals schriftlich erwähnte Dorf befindet sich in der historischen Region Maramureș in der Karpatenukraine.
Am 12. Juni 2020 wurde das Dorf ein Teil neu gegründeten Siedlungsgemeinde Welykyj Bytschkiw Rajons Rachiw; bis dahin bildete es die Landratsgemeinde Luh (Лужанська сільська рада/Luschanska silska rada) im Südwesten des Rajons.
Luh liegt an der Mündung der Kossiwska (Косівська) in die Theiß, die hier die rumänisch-ukrainische Grenze bildet. Am gegenüberliegenden Flussufer der Theiß liegt das rumänische Dorf Lunca la Tisa. Durch Luh verläuft die Fernstraße N 09, die in Richtung Nordwesten in die benachbarte Siedlung städtischen Typs Welykyj Bytschkiw führt.
Das Rajonzentrum Rachiw befindet sich etwa 33 km (über Straßenwege) nordöstlich und das Oblastzentrum Uschhorod etwa 180 km nordwestlich von Luh.